# Махати
Махати (груз. მახათი) — село в Грузии, на территории Мартвильского муниципалитета края (мхаре) Самегрело-Верхняя Сванетия.

## География
Село находится в западной части Грузии, на правом берегу реки Ногелы, на расстоянии приблизительно 11 километров (по прямой) к юго-западу от города Мартвили, административного центра муниципалитета. Абсолютная высота — 76 метров над уровнем моря.

## Население
По результатам официальной переписи населения 2014 года в Махати проживало 33 человека (19 мужчин и 14 женщин). В национальной структуре населения грузины составляли 100 %.
| Год  | Население, человек |
| ---- | ------------------ |
| 2002 | 53                 |
| 2014 | ↘ 33               |